# IC 521
IC 521 — галактика типу S+C? () у сузір'ї Гідра.
Цей об'єкт міститься в оригінальній редакції індексного каталогу.